# 国际人口科学研究联合会
国际人口科学研究联合会（英語：International Union for the Scientific Study of Population，缩写为IUSSP），原名国际人口问题科学研究联合会（英語：International Union for the Scientific Investigation of Population Problems），是世界各国人口科学研究组织组成的联合会。